# Trình Cống
Trình Cống (tiếng Trung: 呈贡区), Hán Việt: Trình Cống khu là một quận thuộc Côn Minh, tỉnh Vân Nam, Cộng hòa Nhân dân Trung Hoa, cách trung tâm thành phố khoảng 12 km. Diện tích quận này là 461 km2, dân số năm 2020 là 649.500 người. Chính quyền quận đóng ở nhai đạo Long Thành. Nguyên trước đây là huyện Trình Cống, năm 2011 nâng cấp thành quận Trình Cống, đồng thời trụ sở chính quyền thành phố Côn Minh được chuyển từ quận Bàn Long về quận này.

## Các đơn vị hành chính

### Nhai đạo
- Long Thành (龙城街道)
- Đấu Nam (斗南街道)
- Lạc Dương (洛羊街道)
- Thất Điện (七甸街道)
- Ngô Gia Doanh (吴家营街道)
- Lạc Long (洛龙街道)
- Ô Long (乌龙街道)
- Vũ Hoa (雨花街道)
- Đại Ngư (大渔街道)
- Mã Kim Phố (马金铺街道)